# Instituto Santo Domingo de Espira
El Instituto Santo Domingo (en alemán: Institut St. Dominikus), antiguamente (hasta 1969) Congregación de las Pobres Hermanas Maestras de Santo Domingo, es una congregación religiosa católica femenina, de vida apostólica y de derecho diocesano, fundada en 1852 por el obispo alemán Nikolaus von Weis, en Espira. A las religiosas de este instituto se les conoce como dominicas de Espira y posponen a sus nombres las siglas O.P.

## Historia
La congregación fue fundada en 1852, con el nombre de Congregación de las Pobres Hermanas Maestras de Santo Domingo, por el obispo Nikolaus von Weis, de la diócesis de Espira, con el fin de educar a las jóvenes educadoras, influenciadas por el sistema del gobierno liberal, y así proporcionar una educación basada en los postulados y la moral de la Iglesia católica. Las primeras religiosas del instituto se formaron con las Hermanas Dominicas de la Congregación de Santa María Magdalena.
La congregación fue agregada a la Orden de Predicadores el 7 de marzo de 1893, por el maestro general Andrea Frühwirth y aprobada como congregación de derecho diocesano el 1 de enero de 1907, por el obispo de Espira Konrad von Busch. Luego del Concilio Vaticano II, la congregación cambió el nombre por el Instituto Santo Domingo.
De esta congregación se originaron el Instituto Santo Domingo de Montana (1985) y el Instituto Santa Rosa de Lima de Ghana (2011).

## Organización
El Instituto Santo Domingo es una congregación religiosa internacional, de derecho diocesano y centralizada, cuyo gobierno es ejercido por una priora general. Su sede general se encuentra en Espira (Alemania). Las dominicas de Espira se dedican a la pastoral sanitaria y de educativa, en sus propios hospitales y colegios. Hoy son alrededor de 300 religiosas presentes en Alemania.